# Спарвенфельд, Юхан Габриэль
Ю́хан Габриэ́ль Спарвенфе́льд (швед. Johan Gabriel Sparfwenfeldt, Sparfvenfelt, Sparwenfeld; 17 июля 1655, Омоль — 2 июня 1727, Обюлунд, лен Вестманланд) — шведский языковед, славист, дипломат, востоковед, церемониймейстер и коллекционер исторических документов.

## Биография
Его родителями были Юхан Спарвенфельд-старший (1618–1698) и Кристина Уггла.
Уже в детстве Юхан посещал лекции в Уппсальском университете, где он изучал, в частности, право, историю и языки.
В 1674 году его дядя, адмирал Клас Уггла, взял его в плавание в герцогство Гольштейн. В то время шла датско-шведская война, и по пути в Англию Юхан был взят в плен датчанами. Как учёному ему предоставили ряд привилегий; он мог относительно свободно перемещаться. В 1677 году ему разрешили вернуться в Швецию.
Вторая попытка попасть в Англию привела его сначала в Нидерланды. Оттуда он отправился во Францию, а затем в Италию. В Риме он работал в Библиотеке имени королевы Кристины и в Ватиканском секретном архиве. Позже он, наконец, приехал в Англию, и уже оттуда в 1682 году вернулся в Швецию.
В 1684 году Спарвенфельд был направлен в шведское посольство в Москве. Там он вёл дневник, в который заносил впечатления о жизни в России. Свою работу он начал с лексикографических исследований по славянским языкам. Эти исследования, проводимые в течение почти 20 лет, привели к публикации труда под названием Lexicon Slavonicum. После завершения дипломатической службы он получил разрешение на пребывание в России в течение ещё одного года. Этот год он посвящает углублению знаний о России и библиографическим поискам о редких растениях. В 1687 году он вернулся в Швецию и передал королю доклад о России. Рукопись доклада перевела на английский язык, снабдила подробным комментарием и в 2002 году опубликовала Улла Биргегорд.
В 1689 году Спарвенфельд от имени шведского короля Карла XI отправился в новое путешествие по Европе. Его задача была найти исторические документы, которые могли бы доказать шведское происхождение готов. В январе 1690 года он приобрёл из имущества Гаспара де Харо-Гусмана, маркиза Хелике, ранее неизвестный труд, содержащий 133 плана и вида испанских городов и крепостей, который сегодня известен как «Атлас маркиза Хелике». Хотя это произведение не имело ничего общего с готами, Спарвенфельд был уверен, что королю понравятся эти карты. В мае 1694 года он вернулся в Швецию, где Карл XI назначил Спарвенфельда на должность церемониймейстера, которую он занимал до 1712 года, после чего взял отпуск.
В 1704 году Спарвенфельд подарил все свои приобретения, совершённые в Испании (в частности, «Атлас маркиза Хелике»), Королевской библиотеке (сейчас Национальная библиотека Швеции). В XIX веке «Атлас» был передан во вновь созданный Шведский военный архив (El Krigsarkivet), где в 2001 году был впервые опубликован. Подавленный потерей жены, Спарвенфельд умер 2 июня 1727 года в одиночестве в городе Обилюнде.
Современники высоко ценили Спарвенфельда, особенно его славу полиглота: он свободно говорил и писал не менее, чем на 14 языках.
Рукопись русско-латинского словаря Спарвенфельда, переданную автором на хранение в библиотеку Уппсальского университета в 1720 г., издала крупнейшая исследовательница славянской лексикографии XVII-XVIII вв. Улла Биргегорд (Ulla Birgegård).

## Семья
В 1695 году он женился на Антониетте Софии Хильдербранд, которая была на 20 лет младше его. Она родила 8 детей, прежде чем умерла в 1704 году.

## Сочинения

### Основные труды
Vocabularium germanico - turcico - arabico persicum.. U. o. tr. å.. 1694. Libris 2519862
Lexicon Slavonicum. Acta Bibliothecae R. Universitatis Upsaliensis, 0346-7465 ; 24. Uppsala: Univ.-bibl. 1987-1992. Vol.1-4. Libris 705317. ISBN 91-554-1927-5- Edited and commented by Ulla Birgegård.
J. G. Sparwenfeld's diary of a journey to Russia 1684-87. Slavica Suecana. Series A, Publications, 1102-2418 ; 1. Stockholm: Kungl. Vitterhets historie och antikvitetsakad. 2002. Libris 8666957. ISBN 91-7402-324-1- Edited, translated and with a commentary by Ulla Birgegård.